# Family Man
Family Man és una pel·lícula estatunidenca dirigida per Brett Ratner, estrenada el 2000. Ha estat doblada al català.

## Argument
La parella Jack Campbell i Kate Reynolds s'estimen, però un dia Jack té l'ocasió de fer de broker a Londres. Promet a la seva promesa tornar. Tretze anys més tard, Jack ha esdevingut un gran director del gabinet molt reputat a Wall Street. Però mai no ha tornat a veure Kate. Un vespre de Nadal, fent les seves compres, Jack presencia un robatori a mà armada en una botiga de queviures i intervé valentament. Després de tancar un acord amb l'agressor, aquest l'abandona dient-li unes paraules misterioses. En recompensa, el destí li mostra quin altre home hauria pogut ser: es desperta l'endemà pare de dos fills i marit de Kate.

## Repartiment
- Nicolas Cage: Jack Campbell
- Téa Leoni: Kate Reynolds
- Don Cheadle: Cash
- Jeremy Piven: Arnie
- Saul Rubinek: Alan Mintz
- Josef Sommer: Peter Lassiter
- Nina Barry: Kate
- Makenzie Vega: Annie Campbell
- Jake Milkovich: Josh Campbell
- Ryan Milkovich: Josh Campbell
- Lisa Thornhill: Evelyn Thompson
- Harve Presnell: Big Ed
- Mary Beth Hurt: Adelle
- Amber Valletta: Paula
- Francine York: Lorena
- Ruth Williamson: Sra. Peterson
- Kate Walsh: Jennie

## Al voltant de la pel·lícula
- El rodatge s'ha desenvolupat del 22 de novembre de 1999 al 14 de març de 2000 a Closter, Los Angeles, Nova York, Newark, Tarrytown i Teaneck.
- Crítica
  - "Ok, que bonic és viure. Però on? (...) 'The Family Man' ens demana que sentim pena pel personatge de Mr. Cage tant quan és ric com quan és membre de la classe mitjana."[2]
  - "Un dolç i lleuger entreteniment, però podria haver estat una mica més. (...) Puntuació: ★★½ (sobre 4)."[3]

## Banda original
- La donna è mobile, compost per Giuseppe Verdi i interpretat per Luciano Pavarotti i l'Orquestra simfònica de Londres conduït per Richard Bonynge
- La donna è mobile, compost per Giuseppe Verdi i interpretat per Alfredo Kraus i l'Orquestra simfònica d'Itàlia
- A Holly Jolly Christmas, interpretat per Burl Ives
- Woody Woodpecker, compost per George Tibbles i Ramey Idriss
- Obertura de l'òpera La scala di seta, compost per Gioachino Rossini i interpretat per l'Orquestra simfònica de Londres conduït per Pierino Gamba
- Let It Snow, Let It Snow, Let It Snow, interpretat per Lena Horne
- Jingle Bells, interpretat per The Mills Brothers
- It's the Most Wonderful Time of the Year, interpretat per Johnny Mathis
- Beast of Burden, interpretat per The Rolling Stones
- Going to the Zoo, interpretat per Raffi
- Sleigh Arruga, interpretat per Ronnie Aldrich
- Frosty the Snowman, interpretat per Esquivel
- Wicked Game, interpretat per Chris Isaak
- To Be With You, interpretat per Mr. Big
- Eres Tu, interpretat per Mocedades
- La La (Means I Love You), interpretat per Nicolas Cage
- After Hours, interpretat per Daniel May
- The Way You Look Tonight, compost per Jerome Kern i Dorothy Fields
- Young Love, interpretat per Daniel May
- Sideshow, interpretat per Blue Magic
- Dear Heart, interpretat per Henry Mancini
- This Could Be Heaven, interpretat per Seal
- You Stole My Bell, interpretat per Elvis Costello
- World Looking In, interpretat per Morcheeba
- I Don't Know How I Got By, interpretat per Edwin McCain
- One, interpretat per U2